# Cruzeiro Brasil
Cruzeiro là đơn vị tiền tệ của Brazil từ năm 1942 đến 1986 (hai loại tiền riêng biệt) và một lần nữa từ năm 1990 đến 1993. Năm 1994, nó được thay thế bằng real Brasil. Tên này đề cập đến chòm sao Thập tự nam, được biết đến ở Brazil là Cruzeiro do Sul, hoặc đơn giản là Cruzeiro.
Nổi bật ở bán cầu nam, Thập tự nam (tên chính thức là Crux) là điểm tham khảo thiên văn chính để xác định miền nam và là một biểu tượng văn hóa phổ biến trong lịch sử Brazil.